# Saint George's
Saint George's (in creolo di Grenada Sen Jòj) è la capitale di Grenada. Si trova lungo la costa meridionale dell'isola di Grenada, sul versante occidentale.
Le principali esportazioni riguardano cacao e noce moscata normale e piccante.
La città è circondata da una collina di un vecchio cratere vulcanico e si trova su un porto a forma di ferro di cavallo.
Saint George's era la capitale dell'ex colonia britannica delle Isole Sopravento Britanniche, ma era stata fondata dai francesi nel 1650.